# Бенно Фюрманн
Бе́нно Фю́рманн (17 січня 1972 , Berlin-Kreuzbergd ) — німецький кіно- та теле- актор.

## Фільмографія
- 1998 — Кенді — Роберт
- 1998 — Білий ведмідь 9-го калібру — Фабіан
- 1999 — Крапочка та Антон — Карлос
- 1999 — Гамбургський рахунок — Джонні
- 2000 — Анатомія — Кеін
- 2000 — Друзі — Ніл
- 2000 — Любовна атака — Дрейк
- 2000 — Принцеса та воїн — Боб Реймер
- 2001 — Джинси — Джо
- 2002 — Оголені — Фелікс
- 2003 — Вольсбург — Філліп Вегнер
- 2003 — Мій будинок в Умбрії — Вернер
- 2003 — Пожирач гріхів — Вільям Едер
- 2004 — Кільце Нібелунгів — Ерік / Зигфрід
- 2005 — Привиди — Олівер
- 2005 — Щасливого Різдва — Ніколас Спрінг
- 2006 — Дикі курочки — Легнер
- 2006 — Хрестоносець в джинсах — Тадеуш
- 2007 — Дикі курочки та любов — Легнер
- 2007 — Сексуальна революція — Фредді Кьопке
- 2008 — Спіді-гонщик — Інспектор Детектор
- 2008 — Північна стіна — Тоні
- 2008 — Хроніки мутантів — фон Штейнер
- 2009 — Справа Фаруелла — німецький федеральний агент
- 2009 — Дикі курочки та життя — Легнер
- 2010 — Чортові футболісти — Мортц Валдер
- 2011 — Укриття — Мандлек
- 2011 — Сексуальні забави — Сутенер
- 2011 — У темряві — Мундек Маргуліс
- 2013 — Як вкрасти «Поцілунок» — Леопольд фон Гоензін